# Eligio Melfor
Eligio Melfor, de artiestennaam van Julio Constantino Hermanus  (Curaçao, 12 april 1940 – aldaar, 25 maart 2023) was een Curaçaos acteur, komiek en theatermaker. Hij schreef in het Papiaments en slaagde erin om inwoners uit alle lagen van de bevolking van de ABC-eilanden naar het theater te krijgen.

## Biografie
Toen Eligio Melfor nog jong was, wilde hij zanger worden. Hij besefte echter dat zijn talent meer bij het theater lag, omdat hij mensen makkelijk aan het lachen kreeg. Hij besloot daarom om het in die richting te zoeken. Hij had naar Nederland willen gaan om drama te studeren, maar werd daarin tegengehouden door zijn moeder. Daardoor leerde hij zich het vak zelf aan. Hij liet zich inspireren door de humorist Max Tailleur en de conferencier Toon Hermans en had een fijn gevoel voor wat er in de samenleving speelde. Hij verwierf dan ook naam door een komische draai te geven aan situaties uit het dagelijkse leven.
Vanaf 1959 droeg hij elke donderdag gedichten voor op Radio Hoyer. In hetzelfde jaar behaalde hij zijn mulo-diploma en begon hij aan een vervolg op de bedrijfsschool van Shell. Hier maakte hij feitelijk zijn debuut in Club di Shell.
Hij maakte met zijn Grupo Eligio Melfor zijn intrede in het Curaçaose theater. In 1968 had hij in Teatro Roxy met de voorstelling Dushi Corsow zijn eerste succes en later dat jaar opnieuw in het Centro pro Arte (CPA). Nog hetzelfde jaar had hij in CPA succes met Amor sin Pasaporte en in 1971 met Berberin den politika (1971). Zijn komedie kende vaak een diepere boodschap en was toegankelijker voor meer mensen. Hij was de eerste gekleurde Curaçaoënaar die optrad in het elitaire CPA en maakte dit theater toegankelijk voor volkskomedie en voor een publiek met kleur uit alle lagen van de bevolking. Een ander verschil was dat bezoekers vóór zijn komst maar één keer naar een show kwamen. Melfor kreeg het voor elkaar dat mensen soms wel tot vijf keer terugkwamen.
Terwijl het succes in het theater door bleef gaan, maakte hij medio jaren 1980 – net als veel collega-theatermakers – de stap naar film en televisie, zoals met het succesvolle programma Hari, hari (Lachen, lachen). Voor de televisie trad hij ook op in eenakters en was hij te zien in reclamespots. Hierdoor werd hij bekend bij een breed publiek.
In 2003 maakte hij samen met Norman de Palm de succesvolle toneelvoorstelling Hulanda mi ta bai (Ik ga naar Nederland). Ook hierin vermengde hij humor met een serieus thema. Het gaat over een dag waarop alle Curaçaoënaars naar Nederland verhuizen en hun plek wordt opgevuld door Venezolanen en Haïtianen. Toen de Curaçaoënaars na twee jaar weer wilden terugkeren, werden ze tegengehouden en op het vliegtuig teruggezet naar Nederland. Uiteindelijk blijkt het een droom te zijn. De voorstelling was in meerdere theaters te zien, inclusief in Nederland, en leverde Melfor de MCB-prijs op. Het stuk werd bij elkaar 158 maal opgevoerd, waaronder ook in Nederland.
Eligio Melfor was tot op het laatst van zijn leven aan het schrijven en regisseren voor het theater. Hij overleed op zaterdag 25 maart 2023 en is 82 jaar oud geworden.

## Werken (selectie)
- 1968 - Amor sin pasaporte
- 1971 - Beberin den polítika
- 1971 - Bros-Bros
- 1973 - Ken ta gana elekshon
- 1975 - Emansipashon di hende muhé
- 1978 - Den Perta
- 1979 - Esta un kurashi
- 1990 - Wowo ku Wowo ku Djente pa Djente
- 1996 - Macho Krioyo
- 2004 - Wan tres porta
- 2004 - Hulanda mi ta bai
- 2005 - Bestia den Politika
- 2006 - Gainan fini
- 2008 - Nan ta bek
- 2008 - Vengansa di un muhé mansu (met Anthony Jamanika)
- 2010 -  Fé Lusafé
- 2022 - Karni Kaduká

## Onderscheidingen
- 1976 - Cola Debrotprijs, cultuurprijs[2]
- 1989 - Excellence in Curaçao, MCB-prijs (Maduro & Curiel’s Bank)[3]
- 2007 - Tapushi Literario, bijdrage aan het Papiaments[2]
- 2014 - Handafdruk in Boulevard of Fame van Teatro Luna Blou[3]
- 2020 - Krus di Mérito Kòrsou[2]
- 2021 - Ridder in de Orde van Oranje-Nassau[2]